# Сегаж
Сегаж (рум. Segaj) — село у повіті Алба в Румунії. Входить до складу комуни Відра.
Село розташоване на відстані 332 км на північний захід від Бухареста, 64 км на північний захід від Алба-Юлії, 71 км на південний захід від Клуж-Напоки, 143 км на північний схід від Тімішоари.

## Населення
За даними перепису населення 2002 року у селі проживали 26 осіб, усі — румуни. Усі жителі села рідною мовою назвали румунську.